# Vincenzo Carmine Orofino

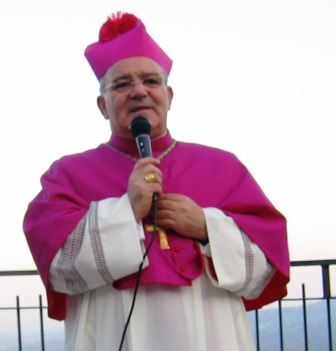
Vincenzo Carmine Orofino, 2007

Vincenzo Carmine Orofino (* 8. Juli 1953 in San Severino Lucano, Provinz Potenza, Italien) ist ein italienischer Geistlicher und römisch-katholischer Bischof von Tursi-Lagonegro.

## Leben
Vincenzo Carmine Orofino trat zunächst 1966 ins Priesterseminar von Potenza ein, studierte ab 1976 am Almo Collegio Capranica in Rom und empfing am 4. Oktober 1980 das Sakrament der Priesterweihe. Nach Tätigkeiten als Pfarrvikar unterrichtete Orofino ab 1992 Theologie am interdiözesanen Seminar von Basilikata. 1997 wurde er zusätzlich Generalvikar des Bistums Tursi-Lagonegro.
Am 20. März 2004 ernannte ihn Papst Johannes Paul II. zum Bischof von Tricarico. Der Apostolische Nuntius in Italien, Erzbischof Paolo Romeo, spendete ihm am 15. Mai desselben Jahres die Bischofsweihe; Mitkonsekratoren waren der Erzbischof von Potenza-Muro Lucano-Marsico Nuovo, Agostino Superbo, und der Bischof von Tursi-Lagonegro, Francescantonio Nolè OFMConv.
Papst Franziskus ernannte ihn am 28. April 2016 zum Bischof von Tursi-Lagonegro. Die Amtseinführung fand am 25. Juni desselben Jahres statt.